# کیمبرلی بک
 کیمبرلی بک (انگلیسی: Kimberly Beck؛ زادهٔ ۹ ژانویهٔ ۱۹۵۶) یک هنرپیشه اهل ایالات متحده آمریکا است. وی بین سال‌های ۱۹۵۸ تا ۲۰۱۳ میلادی فعالیت می‌کرد.